# Савез организација бубрежних инвалида Републике Србије
Савез организација бубрежних инвалида Републике Србије је удружење које за циљ има лакше остваривање права бубрежних болесника. Седиште Савеза је у Гандијевој 89, на Новом Београду.
Године 2006. председници 15 удружења су формирали Савез организација бубрежних инвалида Републике Србије који треба да представља сва удружења и све инвалиде у Србији. Одлуку о оснивању Савеза је потписао Јован Шутаковић. Чланови Савеза су удружења из: Врања, Лесковца, Ниша, Књажевца, Зајечара, Бора, Куршумлије, Прокупља, Крушевца, Пријепоља, Ужица, Свилајнца, Крагујевца, Шапца, Лознице, Сјенице, Прибоја, Косовског Поморавља - Ранилуг, Косовске Митровице, Краљева, Београда (КБЦ Звездара, КБЦ Земун и "Све за осмех"), Пантрансплант из Новог Сада и Удружења инвалида на кућној хемодијализи.
Савез издаје свој часопис Дијализа, који излази два пута годишње, које има и своје интернет издање. Главни уредник часописа је прим. др Љубинко Тодоровић. Часопис се дели бесплатно у свим центрима за дијализу и у свим удружењима бубрежних инвалида.
Председник Савеза је прим. др Љубинко Тодоровић, а председник Извршног одбора Маринко Дивјак.